# Galasso Alghisi
Galasso Alghisi o Galeazzo Alghisi, fue un arquitecto, ingeniero y geómetra nacido en Carpi, Italia, en 1523 y fallecido en 1573.
Publicó una obra sobre fortificaciones en tres tomos en fólio, impresa en Venecia en 1570 con gran lujo tipográfico. Domenico Tibaldi, grabó a imitación de Alghisi, una estampa que representa un magnífico palacio real ("Enciclopedia española del siglo diez y nueve", Madrid; 1843)

## Biografía
Alghisi devino arquitecto del duque de Ferrara y se dedicó principalmente al arte de las fortificaciones y escribió un libro de arquitectura con gran lujo tipográfico y un libro de fortificación dedicado a Maximiliano II de Habsburgo.
A mediados del siglo XVI, se encontraba en Roma como ingeniero e intervino con Alessandro Vitelli, condotiero, disputando cuestiones de artillería y arquitectura, según célebre arquitecto militar del siglo XVI Francesco Marchi, "Códice Magliabechiano", autor Marchi de "Della architetture militare", Brescia, 1599, reimpreso por Luigi Marini en 1810, 5 vols.
Posteriormente, Alghisi fue empleado en el "Palazzo Farnese" en Roma y en Santa María de Loreto, y en 1561 se encontraba en Ravenna por una obra hidráulica, según Girolamo Tiraboschi, en carta impresa en su obra "Biblioteca Modense".
En su obra de fortificación, señala los errores de dos escritores precedentes de fortificación, Jacopo Fusti Castriotti y Girolamo Maggi y peculiar fue el "sistema de Alghisi" que consiste en la aplicación de la cortina en tenaza a cualquier polígono, en consecuencia de ella se derivan por la posición del flanco, especialmente el retirado ("Bastione rientrante")

## Obras
- Alghisi Carpensis apud Alphonsum II, Ferrariae aucem architecti opus, Venice, 1570, in fol.
- Delle fortificationi, Venice, 1570 (otra edición en 1575).